# Campbell's Bay
Campbell's Bay es un municipio canadiense situado en la provincia de Quebec.

## Superficie
Campbell's Bay tiene una superficie de 3,42 km².

## Demografía
En 2021, tenía 705 habitantes, una densidad poblacional de 206 hab./km², y 354 viviendas.